# 레프카다현
레프카다현(그리스어: Κέρκυρα)은 그리스 이오니아 제도주의 현으로 레프카다, 메가니시, 칼라모스, 카스토스, 마두리, 스코르피오스, 스파르티와 여러 작은 섬으로 이루어져 있다. 현청 소재지는 레프카다이다. 2001년 인구 조사에 따르면 레프카다 현은 인구와 면적 면에서 그리스에서 가장 규모가 작은 현이다.